# Enfermería geriátrica

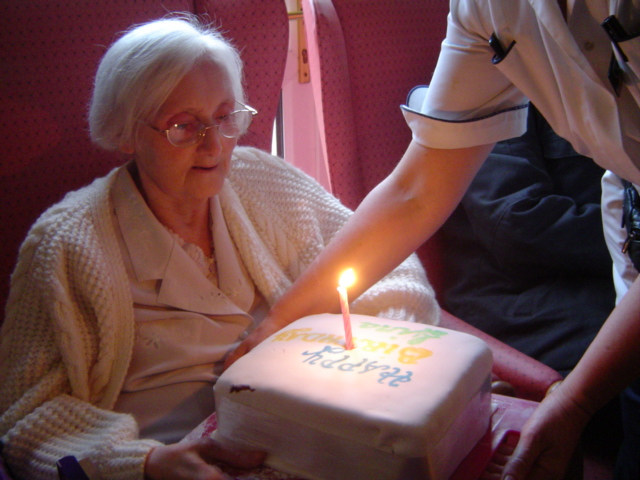
Anciana celebrando su cumpleaños en una residencia de ancianos.

La enfermería geriátrica es la especialidad en la cual el enfermero especialista se encarga del cuidado del adulto mayor. Los enfermeros geriátricos trabajan junto con el adulto mayor, su familia y la comunidad, para permitir un envejecimiento adecuado, con la máxima funcionalidad y calidad de vida.
La enfermería geriátrica posee importancia para satisfacer las necesidades de la población que envejece. Debido a la mayor esperanza de vida y a la disminución de las tasas de fecundidad, la proporción de población que se considera de edad avanzada es cada vez mayor. Entre los años 2000 y 2050, el número de personas que tienen más de 60 años de edad se prevé que aumente de 605 millones a 2000 millones (fenómeno conocido como envejecimiento poblacional). Esta proporción de adultos mayores es elevada y sigue incrementándose en países desarrollados. En 2010, las personas mayores (65 años o más), componían el 13% y el 23% de la población de los EE. UU. y Japón, respectivamente. En 2050, estas proporciones aumentarán al 21% y 36%.

## Roles
La enfermería geriátrica se basa en los diferentes factores que afectan al adulto mayor. Los adultos mayores son más propensos que los adultos jóvenes a sufrir una o más patologías crónicas, tales como la diabetes, enfermedades cardiovasculares, cáncer, artritis, discapacidad auditiva, o alguna forma de demencia, como por ejemplo el Alzheimer. Así mismo una de las causas por la que el paciente geriátrico acude a los servicios de salud y requiera el cuidado de enfermeros, es el alto riesgo de caídas, el 20% de la población mayor de 65 años presentan algún tipo de limitación en las actividades de la vida diaria que facilita las caídas, por lo que se requiere de un plan de reacondicionamiento funcional por parte del personal de enfermería.
Los enfermeros geriátricos trabajan en una gran variedad de entornos, entre los que se incluyen el cuidado agudo en hospitales, rehabilitación, el hogar de los ancianos o las residencias.
Según expertos en enfermería geriátrica, los adultos mayores "son la actividad principal de la asistencia sanitaria"  El envejecimiento de la población y la complejidad de las necesidades en cuanto a atención de salud que requieren los adultos mayores, significa que son más propensos que los jóvenes a utilizar los sistemas sanitarios. En muchos lugares, la mayoría de los pacientes son ancianos. Por ello, los expertos recomiendan que todos los enfermeros, y no solo los identificados como enfermeros geriátricos, adquieran conocimientos relacionados con el adulto mayor. Esta propuesta fue respaldada por 55 organizaciones estadounidenses de especialidades de enfermería.
Es importante así la asistencia estrecha del adulto mayor tanto en instalaciones intrahospitalarias como extra-hospitalarias ya que requieren de cuidados específicos. El profesional de enfermería tiene el conocimiento para el cuidado así como la capacidad de educar y enseñar al adulto mayor y aplicar su conocimiento para una pronta recuperación del paciente cual sea su padecimiento así con su aportación ayuda al adulto mayor a ser autosuficiente a entender su padecimiento. Así junto con otros profesionales de la salud lograr una pronta rehabilitación y recuperación del adulto mayor ya que hoy en día la demanda de asistencia de adultos mayores ha ido aumentando considerablemente es así que el profesional de enfermería tiene un compromiso con la sociedad en el ámbito de la salud.